# Nikolai Yefimovich Andrianov
Nikolai Andrianov Yefimovich (tiếng Nga: Николай Ефимович Андрианов) (14 tháng 10 năm 1952 – 21 tháng 3 năm 2011) là một vận động viên, huấn luyện viên thể thao Liên Xô/Nga. Ông đã giữ kỷ lục dành cho nam giới cho nhiều nhất huy chương Olympic với 15 huy chương (7 huy chương vàng, 5 huy chương bạc, 3 huy chương đồng) cho đến khi Michael Phelps đã vượt qua kỷ lục của ông tại Olympic mùa hè Bắc Kinh 2008. Andrianov là vận động viên đứng thứ ba (nam hoặc nữ) về thành tích huy chương Olympic tích lũy, xếp khi Phelps và Larissa Latynina, người đã giành được 18 huy chương Olympic và giữ kỷ lục cho phụ nữ. Andrianov là vận động viên được thưởng huy chương nhất tại Thế vận hội mùa hè năm 1976.

## Thời niên thiếu và sự nghiệp Olympic
Andrianov đã gia nhập Trường Thể thao thanh niên và Thiếu niên của Hiệp hội thể thao Burevestnik ở Vladimir ở tuổi 11. Huấn luyện viên của ông là huấn luyện viên danh dự của Nikolai Tolkachyov Liên Xô. Thành công quốc tế đầu tiên của Andrianov là vào năm 1971 tại Giải vô địch châu Âu ở Madrid, nơi ông giành được hai huy chương vàng. Từ năm 1971 đến 1980, ông giành được rất giải nhiều các cuộc thi thể dục dụng cụ quốc tế, bao gồm Thế vận hội, giải vô địch thế giới và vô địch châu Âu.
Huy chương vàng Olympic đầu tiên của Adrianov là một huy chương vàng trong cuộc thi sàn năm 1972. Ông tiếp tục thống trị hai Thế vận hội mùa hè tới.